# Marquardt Slevogt
Marquardt Slevogt, född 22 mars 1909 i Karlsruhe, död 25 maj 1980, var en tysk ishockeyspelare.
Slevogt blev olympisk bronsmedaljör i ishockey vid vinterspelen 1932 i Lake Placid.